# Saint Jérôme dans son étude (van Eyck)
Pour les articles homonymes, voir Saint Jérôme dans son étude.
Saint Jérôme dans son étude est un tableau attribué au peintre primitif flamand Jan van Eyck et à son atelier, même si cette paternité reste discutée. Exécuté en 1442, il est actuellement exposé au Detroit Institute of Arts, à Détroit, aux États-Unis.

## Histoire
L'origine du tableau n'est pas précisément connue. Seule la date « 1442 » peinte en tout petit sur le mur du cabinet du saint permet de donner une date d'achèvement de l'œuvre.
Un tableau dont le sujet est similaire est mentionné dans l'inventaire du palais Medici, à Florence, qui est dressé après la mort de Laurent de Médicis en 1492.
La lettre posée devant le saint est adressée au cardinal titulaire de la Sainte-Croix-de-Jérusalem de Rome, de sorte que saint Jérôme pourrait être un portrait de Niccolò Albergati : effectivement, l’astrolabe indique la date de la paix d’Arras, à laquelle contribue le légat pontifical. Cette référence au cardinal, qui est peut-être le premier propriétaire du tableau, incite à penser que l’œuvre ne fait qu’un avec le saint Jérôme de Van Eyck mentionné dans l’inventaire de Laurent de Médicis en 1492. Elle a dû arriver à Florence avant 1480, date à laquelle Ghirlandaio et Botticelli (Saint Augustin dans son cabinet d’études de 1480), réalisent leurs fresques d’Ognissanti inspirées de cette composition du même sujet. Il existe, en effet, des similarités frappantes entre cette œuvre et le Saint Jérôme dans son étude (1480) de Domenico Ghirlandaio.
Le tableau est ensuite signalé de manière attestée dans les collections de Charles III Ferdinand de Mantoue. Il est acquis avec l'ensemble de sa collection avant 1738 par Johann Matthias von der Schulenburg. Le tableau reste propriété de sa famille probablement jusqu'au XXe siècle. L'œuvre était totalement ignorée des historiens de l'art jusqu'à son achat par le musée de Détroit en 1925, au marchand d'art Paul Bottenwieser,.

## Attribution
L'attribution du tableau fait depuis longtemps l'objet de controverses. Après son achat par le musée, il a d'abord été attribué à Petrus Christus, élève de Van Eyck, notamment par l'historien de l'art allemand Max Jakob Friedländer. Ludwig von Baldass proposa en 1927 aussi d'y voir une œuvre de Petrus Christus mais copié d'après une œuvre originale de Jan van Eyck. En 1936, une étude approfondie du tableau permet de voir l'inscription « 1442 » dans la peinture et de lui donner une date d'achèvement plus précise. Erwin Panofsky est le premier à y voir une œuvre originale du maître primitif flamand, achevé par Petrus Christus.
La rumeur a par la suite courue que la peinture puisse être un faux. L'observation à la réflectographie infrarouge n'a pas permis d'observer un dessin sous-jacent suffisamment clair pour dissiper les doutes. Cependant, l'analyse du support a révélé qu'il était le panneau original de l'œuvre : on a longtemps pensé que celle-ci avait été transposée. Elle a en effet été, dès l'origine, peinte sur papier et collée sur un panneau de chêne, ce qui est une pratique relativement courante au XVe siècle. L'analyse dendrochronologique de ce panneau a permis de déterminer que le bois avait été coupé et préparé de manière que le panneau puisse être peint dès 1425. Cette date confirme que Van Eyck a tout à fait pu entamer la peinture de l'œuvre. Depuis 1994, les attributions du tableau ont varié : lors d'une exposition consacrée à Petrus Christus, il était attribué à un collaborateur anonyme familier de l'atelier de Van Eyck. En 1996, l'historienne de l'art américaine Anne van Buren l'a attribué au Maître de la Crucifixion de Berlin. En 1998, une étude publiée par le musée de Détroit y voit un original du maître. En 2008, Till-Holger Borchert, conservateur du musée Groeninge, y voit une œuvre de l'atelier.

## Description
Le tableau représente saint Jérôme dans une posture de travail, à son bureau. Il porte l'habit et la coiffe cardinalice (le galero, chapeau à large bords et glands), et est représenté lisant un livre, dans une petite étude remplie de nombreux objets témoignant de son érudition et de ses centres d'intérêt. À ses pieds se trouve un lion, rappelant la légende de ce saint dans laquelle il extrait une épine de la patte de l'animal, qui lui restera fidèle par la suite.
La lumière pénètre dans la pièce par une fenêtre située derrière le bureau. Parmi les objets posés sur les étagères figurent un sablier, une longue-vue, une règle, un astrolabe, de nombreux livres et instruments d'écriture, symbolisant l'homme lettré de la Renaissance.